# Залізняк скіфський
Залізняк скіфський (Phlomis scythica) — рослина роду залізняк родини глухокропивові.

## Біологія виду
Гемікриптофіт. Багаторічна трав'яна рослина з подовженими горизонтальними кореневищами та бульбами. Формує потужні зарості. Стебла 30—90 см заввишки, напіврозеткові. Прикореневі листки довгочерешкові. Черешок голий або ледь запушений. Листкові пластинки округло-трикутної форми з серцеподібною основою. Стеблові листки довгастояйцеподібні або ланцетні на короткому черешку 1,5—5,5 см завдовжки. Всі листки білувато-повстисті, зверху зелені. Квіти рожево-лілові 17—20 мм завдовжки зібрані у несправжні багатоквіткові кільця. Горішок (плід) тригранні. Цвіте у червні-липні. Плодоносить у серпні. Розмножується насінням та кореневищами.

## Поширення
Присиваська низовина між р. Дніпро та р. Молочною.

### Поширення в Україні
За регіонами: Херсонська, Запорізька області. Має кілька популяцій, приурочених до степових подів. Основна популяція локалізована у природному ядрі БЗ «Асканія-Нова» — Великому Чапельському поді.

### Умови місцезростання
Степові блюдця, лощини, схили та днища подів. Ґрунти лучно-каштанові залишково солонцюваті осолоділі глейові суглинисті та глейосолоді. Рослина пов'язана з лучно-степовими й лучними угрупованнями з різко змінним гідрорежимом. Ксеромезофіт.

## Загрози, охорона
Загрозами є Специфіка еколого-ценотичних умов, розорювання степів, що практично заміщені агроландшафтами, площа яких розширюється. Занесена до Червоної книги України, природоохоронний статус — неоцінений. Занесений до Європейського червоного списку. Охороняють у БЗ «Асканія-Нова» та заповідному урочищі «Агайманське».